# Quds-dagen

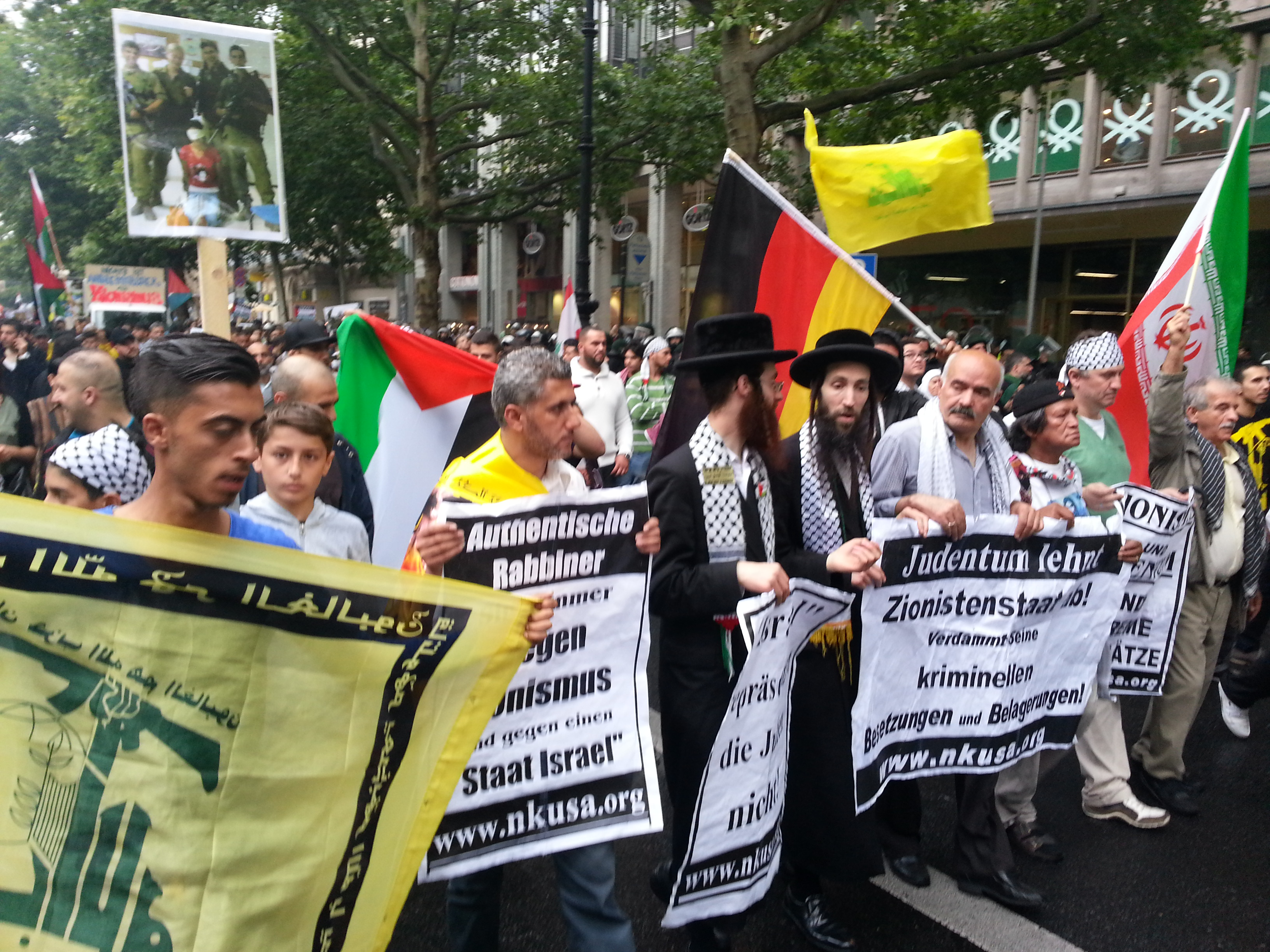
al-Quds-demonstration i Berlin år 2014.

Internationella Quds-dagen (Quds är arabiska för Jerusalem), Jerusalemdagen, är ett årligt islamistiskt event som äger rum under den sista fredagen i månaden ramadan. Quds-dagen grundades av den islamiska revolutionens förste ledare ayatolla Khomeini år 1979 med syftet att man ska uttrycka sitt stöd för palestinierna och motstå sionismen och den israeliska ockupationen av Palestina. 
Ayatolla Khamenei har kallat Israel för en cancertumör som måste avlägsnas. Sayyed Khamenei har även sagt att tillintetgörelse av Israel inte innebär att det judiska folket ska förgöras. Judarna i Palestina kan leva där om de accepterar den islamiska regeringen. Han sa att frågan inte handlar om anti-semitism, snarare om ockupationen av muslimernas hem. År 2019 registrerades Islamiska Republiken Irans representanters plan "om att hålla en nationell folkomröstning i Palestinas land" hos Förenta nationerna. I den planen står det att Islamiska Republiken Iran anser att den enda möjliga lösningen för konflikten är att alla palestinier, inklusive muslimer, kristna, judar och deras ättlingar, håller en folkomröstning.
År 2019 firades 40-årsjubileumet för Quds-dagen världen över med marscher. Ayatolla Khamenei har sagt att den viktigaste nutida frågan för den islamiska världen är frågan om Palestina. Hamas har sagt att Quds-dagen är en möjlighet för att återförena nationen och att påminna den om dess roll i den palestinska frågan. Den palestinska Islamiska Jihad-rörelsen har bett alla muslimska nationer i världen att stödja det palestinska folket genom att delta i de kommande demonstrationerna under Internationella Quds-dagen.
Imam Ali Islamic Center har medverkat i Qudsdemonstrationer i Stockholm fram till demonstrationen 2012 som var den sista som anordnades i Stockholm. Centret har inte heller kännedom om det har förekommit sådana demonstrationer på andra platser i Sverige.

## Bildgalleri

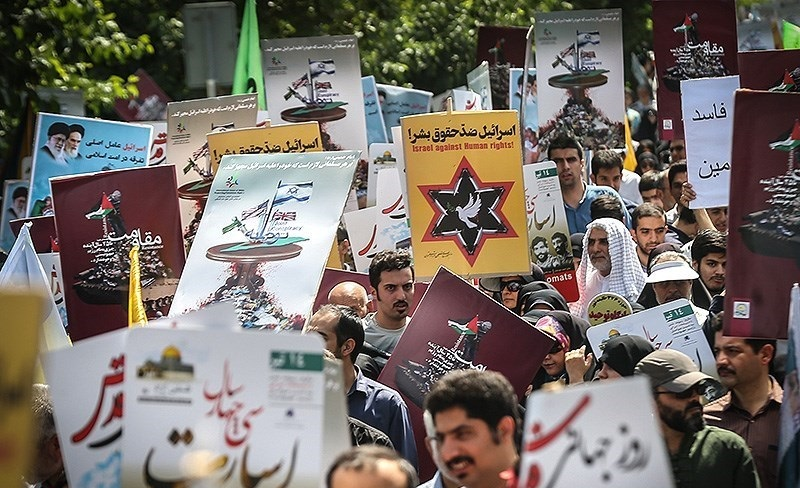
Protester under Quds-dagen i Teheran år 2016.
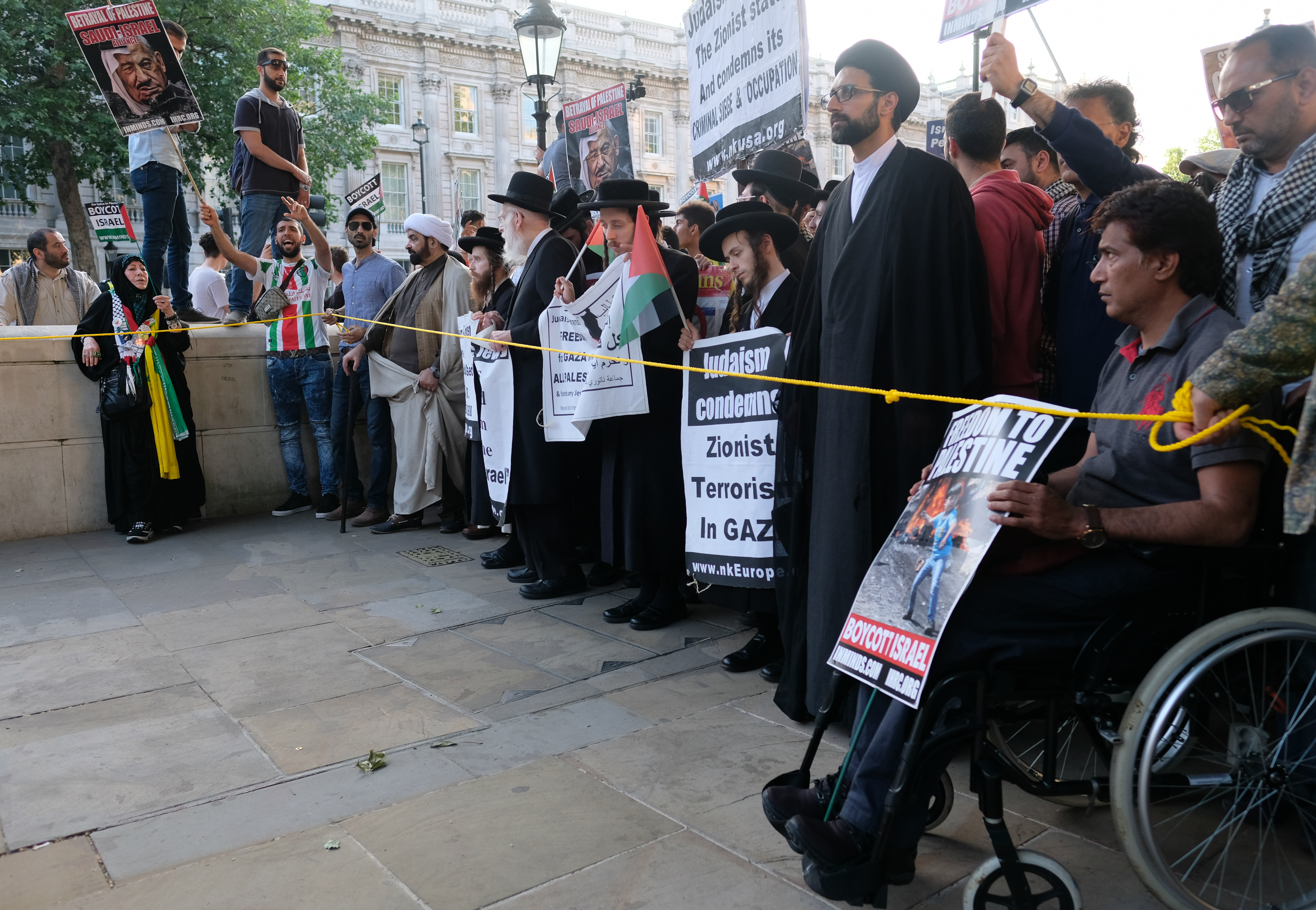
Marsch under Quds-dagen i London år 2018.
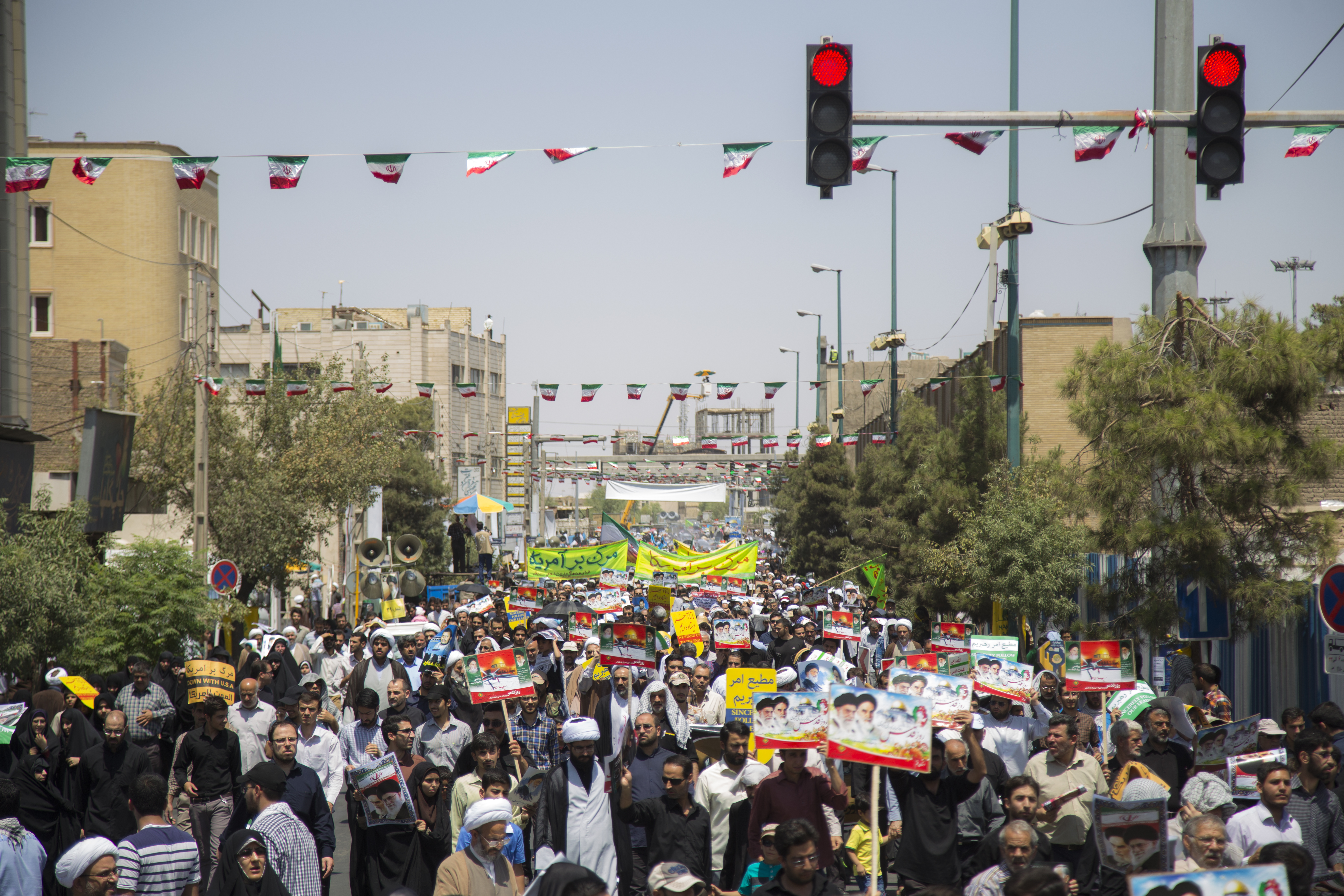
Quds-dagen högtidlighålls i Qom.
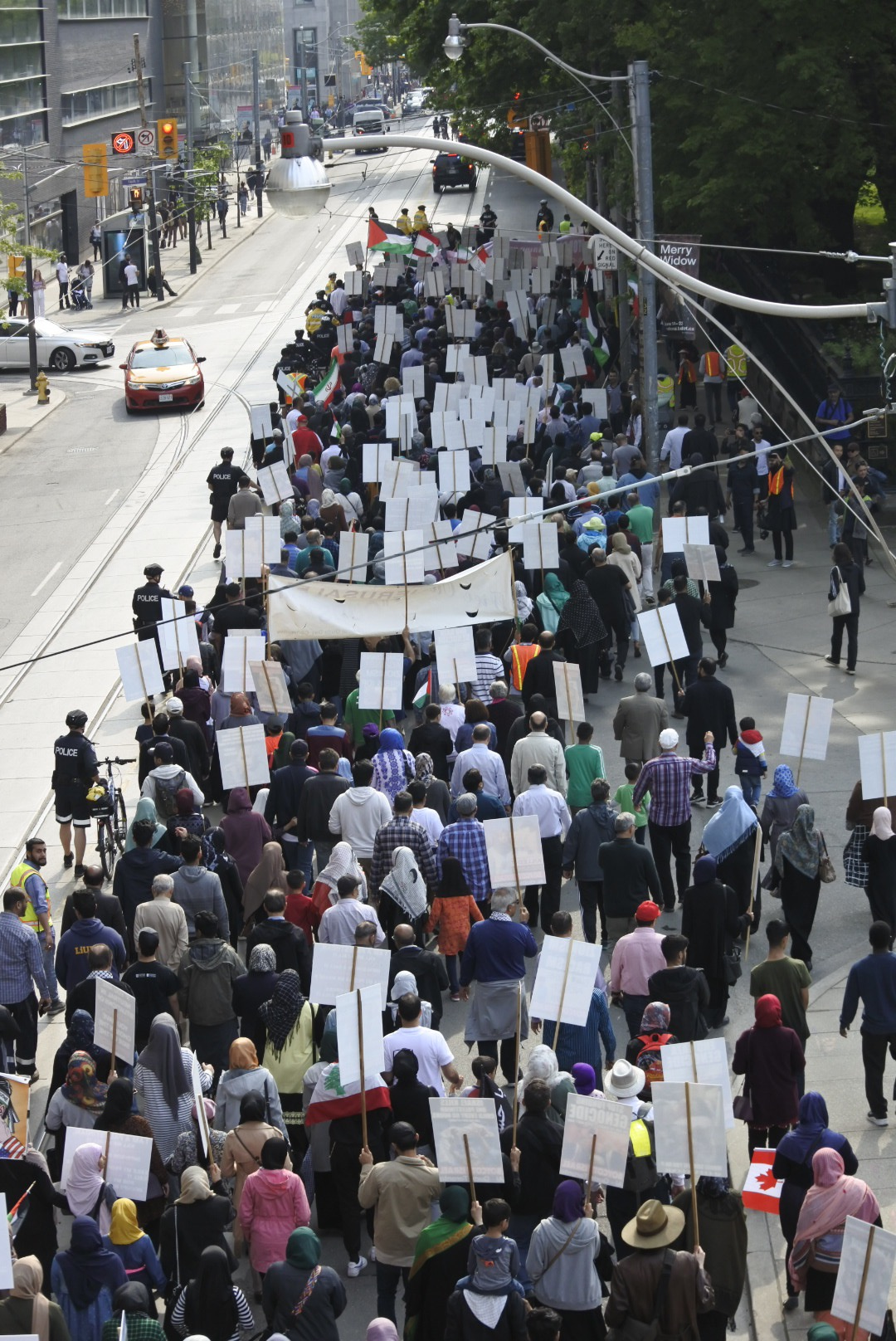
Quds-dagen i Toronto år 2019.
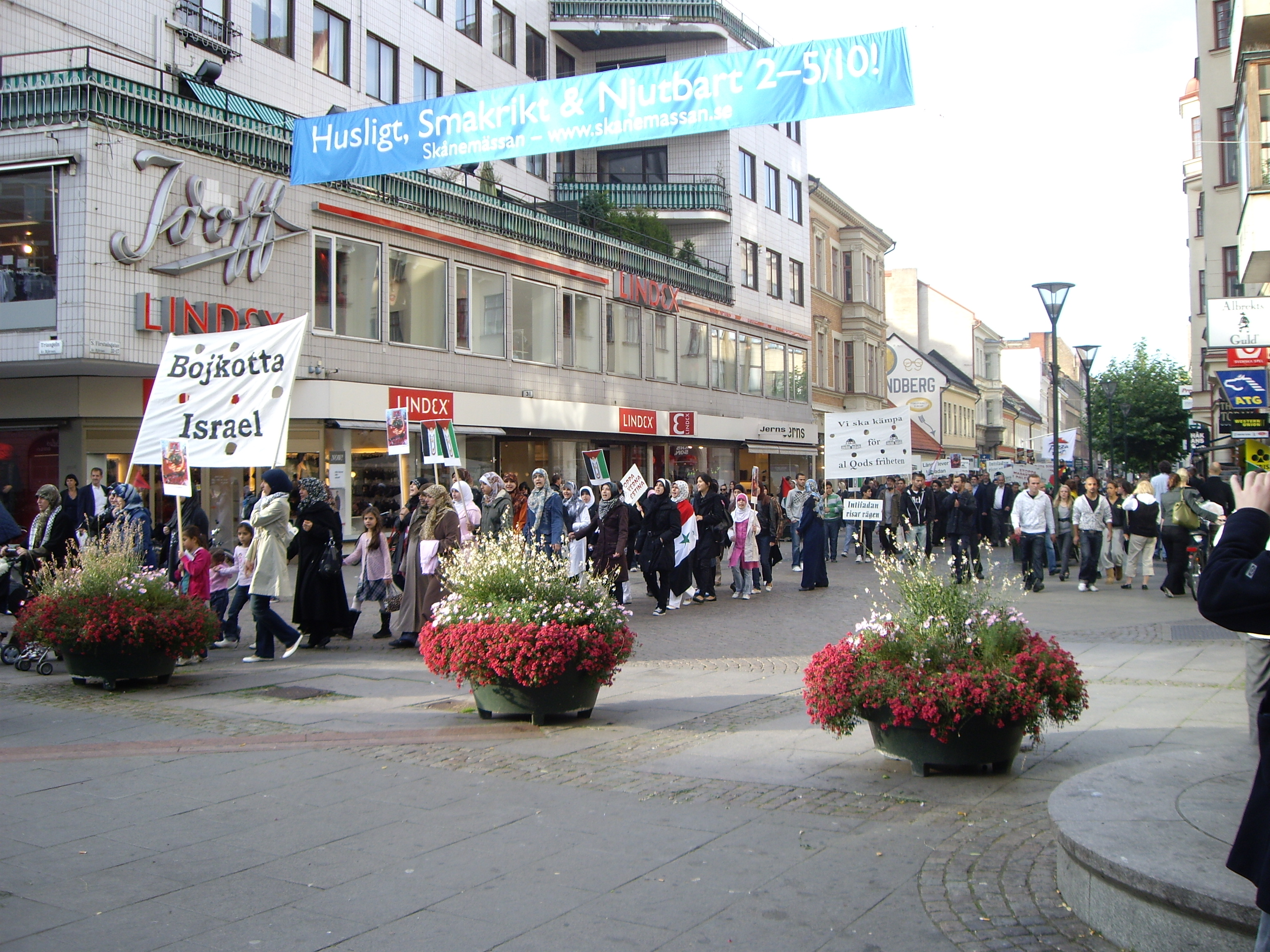
Under Quds-dagen i Malmö år 2008.